# گادرد (کانزاس)
گادرد (به انگلیسی: Goddard) شهری در ایالت کانزاس کشور ایالات متحده آمریکا است که جمعیت آن در سرشماری سال ۲۰۱۰ میلادی، ۴٬۳۴۴ نفر بوده‌است.